# Heinz Riesenhuber
Heinz Riesenhuber, né le 1er décembre 1935 à Francfort-sur-le-Main, est un homme politique allemand membre de l'Union chrétienne-démocrate d'Allemagne (CDU).
Il est élu au Bundestag pour la première fois en 1976, et devient six ans plus tard ministre fédéral de la Recherche dans la coalition noire-jaune d'Helmut Kohl, un poste qu'il occupe jusqu'en 1993. En 2006, il est élu à la présidence de l'association parlementaire allemande (DPG).

## Éléments personnels

### Formation
Il passe son Abitur à Francfort-sur-le-Main en 1955, et entreprend des études supérieures de sciences naturelles et de sciences économiques à l'université Johann Wolfgang Goethe, dont il sort avec un diplôme de chimiste six ans plus tard. Il commence à travailler en 1962 comme assistant de recherche à l'Institut de chimie inorganique de l'université, et obtient son doctorat de chimie en 1965.

### Carrière
Embauché par le conglomérat industriel Metallgesellschaft AG en 1966, il est nommé directeur général de sa filiale Erzgesellschaft mbH en 1968, mais la quitte en 1971 pour rejoindre une autre filiale, Synthomer Chemie GmbH, au poste de directeur de la technologie. Il démissionne de Metallgesellschaft AG onze ans plus tard.
Coprésident du conseil de coopération germano-japonais sur les hautes technologies et les technologies environnementales de 1994 à 2002, il est professeur honoraire de l'université Johann Wolfgang Goethe depuis 1995, et siège au sein de divers conseils de surveillance comme ceux du Frankfurter Allgemeine Zeitung, de Henkel ou encore de Vodafone Allemagne.

## Vie politique

### Parcours au sein de la CDU
Ayant adhéré à l'Union chrétienne-démocrate d'Allemagne (CDU) en 1961, il est porté quatre ans plus tard à la tête de la fédération de la Junge Union (JU), organisation de jeunesse de la CDU/CSU, en Hesse, tout en entrant au comité directeur régional du parti. Il entre à la présidence régionale en 1968, et renonce en 1969 à la direction de la JU de Hesse.
En 1973, il est élu pour cinq ans président de la CDU de Francfort-sur-le-Main, puis de la commission fédérale de l'Énergie et de l'Environnement quatre ans plus tard. Il préside depuis 1979 la fédération chrétienne-démocrate du Main-Inférieur.

### Mandats institutionnels

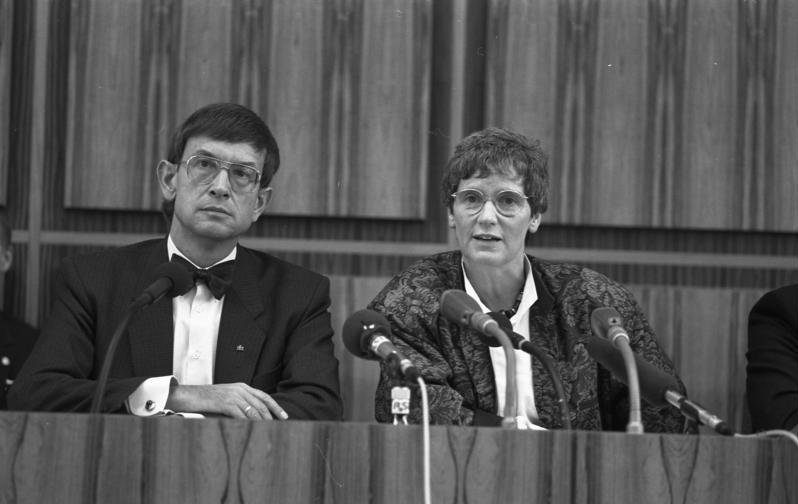
Heinz Riesenhuber et Rita Süssmuth en 1987.

Il est élu député fédéral de Hesse au scrutin de liste pour la première fois aux élections fédérales de 1976. Réélu quatre ans plus tard dans la circonscription Francfort-sur-le-Main I–Main-Taunus, il devient porte-parole du groupe de l'union CDU/CSU pour l'énergie.
Heinz Riesenhuber est nommé ministre fédéral de la Recherche et de la Technologie dans la première coalition noire-jaune d'Helmut Kohl le 4 octobre 1982, se voyant reconduit en 1983, 1987 et 1991. Il quitte le cabinet lors du remaniement ministériel du 21 janvier 1993 au profit de Matthias Wissmann, et entre alors à la commission parlementaire de l'Économie, dont il sera président de novembre 2001 à octobre 2002.
Élu en 2006 à la présidence de l'association parlementaire allemande (DPG), il préside trois ans plus tard la session d'ouverture de la 17e législature du Bundestag, en sa qualité de doyen d'âge de l'assemblée.